# Islas Los Salvajes

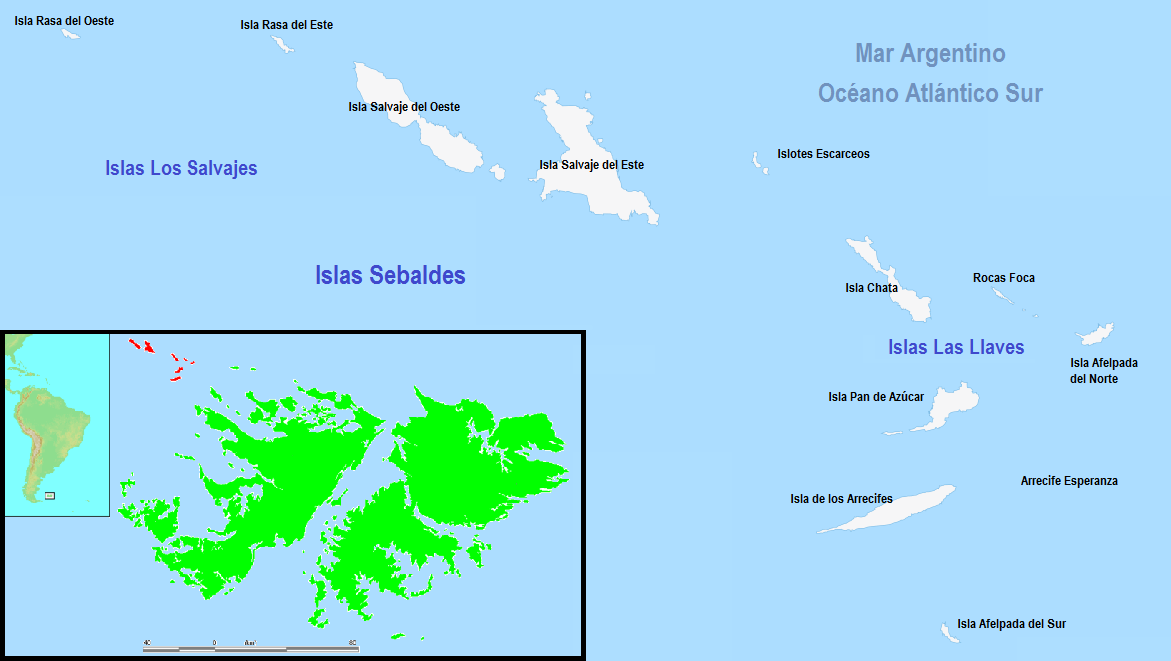
Mapa de las Sebaldes con la toponimia argentina, incluyendo el grupo de los Salvajes

Las islas Los Salvajes son un grupo de islas del noroeste del archipiélago de las Malvinas, encontrándose deshabitadas.
Asimismo se localizan al noroeste de la isla Gran Malvina y de las islas las Llaves. Con estas últimas integran un grupo mayor denominado islas Sebaldes.
El grupo de los Salvajes incluye las islas Salvaje del Oeste (Steeple Jason Island), Salvaje del Este (Grand Jason Island), Rasa del Oeste (Jason West Cay) y Rasa del Este (Jason East Cay). También hay otros islotes menores.
Las islas son administradas por el Reino Unido como parte del territorio británico de ultramar de las Islas Malvinas. Son reclamadas por la República Argentina que la hace parte del departamento Islas del Atlántico Sur dentro de la provincia de Tierra del Fuego, Antártida e Islas del Atlántico Sur.